# Сингу (посёлок)
Сингу (яп. 新宮町 Сингу:-мати) — посёлок в Японии, находящийся в уезде Касуя префектуры Фукуока. Площадь посёлка составляет 18,91 км², население — 28 896 человек (1 августа 2014), плотность населения — 1528,08 чел./км².

## Географическое положение
Посёлок расположен на острове Кюсю в префектуре Фукуока региона Кюсю. С ним граничат города Фукуока, Кога и посёлок Хисаяма.

## Население
Население посёлка составляет 28 896 человек (1 августа 2014), а плотность — 1528,08 чел./км². Изменение численности населения с 1980 по 2005 годы:
| 1980 | 13 863 чел. |  |
| 1985 | 14 954 чел. |  |
| 1990 | 15 493 чел. |  |
| 1995 | 19 227 чел. |  |
| 2000 | 22 431 чел. |  |
| 2005 | 23 447 чел. |  |

## Символика
Деревом посёлка считается камфорное дерево, цветком — Citrus unshiu, птицей — Zosterops japonicus.